# José de Calasanz
José de Calasanz Gastón (Peralta de la Sal, 11 de setembro de 1557 – Roma, 25 de agosto de 1648) foi um religioso espanhol canonizado pela Igreja Católica e fundador da primeira escola pública cristã e da Ordem Religiosa das Escolas Pias. Estudou nas universidades de Lérida, Valência e Alcalá de Henares, onde se doutorou.

## Vida e obras
José de Calasanz Gastón nasceu no ano de 1557, em Peralta de la Sal, diocese de Urgel, em Aragão, Espanha. Ordenou-se sacerdote em 1583, e depois de ordenado, trabalhou por algum tempo na diocese de Lérida e de La Seu d'Urgell; em 1592 foi para Roma onde abriu as primeiras escolas de crianças pobres e abandonadas. Logo outros sacerdotes se lhe juntaram e assim nasceu a Ordem Religiosa das Escolas Pias, que se estenderam rapidamente pela Itália, Espanha e Alemanha.  Estes sacerdotes se lhes deu o nome de escolápios. Por toda a vida dedicou-se à educação da juventude.
Morreu aos 90 anos, em 25 de agosto de 1648, em Roma. Anos depois, em 1748, foi aberto o processo para sua beatificação pelo papa Bento XIV e, em 16 de julho de 1767, foi canonizado pelo papa Clemente XIII. Em 1948, o papa Pio XII declarou José de Calasanz como patrono das escolas cristãs.
Várias ordens religiosas seguem o seu carisma e espiritualidade, entre elas as escolápias e a calasancias.